# Konary (powiat wągrowiecki)
Konary – wieś w Polsce położona w województwie wielkopolskim, w powiecie wągrowieckim, w gminie Gołańcz.
W latach 1975–1998 miejscowość należała administracyjnie do województwa pilskiego.
Zobacz też: Konary, Konary-Kolonia